# Юджин Бінгам
Юджин Бінгам (англ. Eugene Cook Bingham, 8 грудня 1878 — 6 листопада 1945) — професор і завідувач кафедри хімії у Лафайєт Коледжі (Істон, Пенсільванія, США).

## З творчої біографії
Бінгам зробив значний внесок у реологію, він першим увів термін «реологія» (разом з Маркусом Райнером). Був піонером як у теорії, так і в практиці реології. Бінгама нагороджено почесною грамотою Інституту Франкліна (Пенсільванія, США) в 1921 році, за його віскозиметр змінного тиску Тип неньютонівської рідини відома як «бінгамівський пластик» або «модель Бінгама» названа на його честь. Товариство реології щорічно проводить нагородження медаллю Бінгама починаючи з 1948 року. Як голова Метричного комітету Американського хімічного товариства, він проводив агітацію у США за впровадження метричної системи.

## Вибрані публікації
- Journal of Industrial and Engineering Chemistry (1914) vol. 6(3) pp. 233–237: A new viscometer for general scientific and technical purposes
- Journal of Physical Chemistry (1914) vol. 18(2) pp. 157–165: The Viscosity of Binary Mixtures
- Fluidity and Plasticity (1922) McGraw-Hill (Internet Digital Archive)
- Journal of Physical Chemistry (1925) vol. 29(10) pp. 1201–1204: Plasticity
- Review of Scientific Instruments (1933) vol. 4 p. 473: The New Science of Rheology
- Journal of General Physiology (1944) vol. 28 pp. 79–94, pp. 131–149 [Bingham and Roepke], (1945) vol. 28 pp. 605–626: The Rheology of Blood